# Sartha
Sartha é um gênero de traça pertencente à família Arctiidae.